# Mistletoe (песня Джастина Бибера)
«Mistletoe» — песня канадского певца Джастина Бибера с его рождественского альбома Under the Mistletoe (2011).
Сначала (17 или 18 октября 2011 года, что довольно рано для рождественской песни) песня была издана отдельным синглом. Альбом Under the Mistletoe поступил в продажу через две недели, 1 ноября. «Mistletoe» был единственным синглом, что был с этого альбома издан.
В США песня достигла 11 места в «Горячей сотне» журнала «Билборд», что стало третьей самой высокой позицией для рождественской песни в этом чарте в истории. (Наибольшего успеха достигали только «Бурундуки» с песней «Chipmunk Song (Christmas Don’t Be Late)» (номер 1 в 1958—59 годах) и New Kids on the Block с песней «This One’s for the Children» (номер 7 в 1989 году).
В Великобритании (в британском национальном сингловом чарте UK Singles Chart) песня добралась до 21 места.

## Музыкальный стиль
Как пишет музыкальный сайт Songfacts, в песне чувствуется влияние стиля регги.

## Видеоклип
Режиссёр видеоклипа — Роман Уайт. До этого Уайт уже был режиссёром одного видеоклипа Джастина Бибера, к песне «One Less Lonely Girl» (2009). Также он режиссёр клипа к песне Тейлор Свифт «Mine» (2010).
Клип снимался в Теннесси. Для съёмок улица была посыпана искусственным снегом, также в клипе идёт снег (тоже искусственный).
Девушку, которая нравится Джастину в этом клипе, играет модель из Теннесси Элли Уильямс. Режиссёр клипа Роман Уайт рассказывал «Новостям MTV», что, когда они проводили кастинг, они всё держали в большой секрете, никому не рассказывали, для чьего это клипа. Режиссёр также рассказал, что Элли Уильямс стала его выбором номер 1 с момента, когда вошла [в комнату]. «Так что в итоге мы выбрали её, и мы пошли и сделали примерку, и я получил разрешение от продюсера [сказать ей]. Я рассказал ей, кто это был, и она очень обрадовалась (и это ещё мягко говоря).»

## Премьера
Первый раз Джастин исполнил эту песню на концерте в Бразилии 5 октября 2011 года. Он сказал публике: «Это первый раз, когда я где-нибудь в мире исполняю эту песню, так что это особенный момент. Это только для вас.»
Песня поступила в продажу 18 октября (или 17-го).